# Piłka nożna w Anglii (1936/1937)
Sezon 1936/1937 był 62. w historii angielskiej piłki nożnej.

## Zwycięzcy poszczególnych rozgrywek klubowych w Anglii
| Rozgrywka            | Zwycięzca        | Wicemistrz        |
| -------------------- | ---------------- | ----------------- |
| First Division       | Manchester City  | Charlton Athletic |
| Second Division      | Leicester City   | Blackpool         |
| Third Division North | Stockport County | Lincoln City      |
| Third Division South | Luton Town       | Notts County      |
| FA Cup               | Sunderland       | Preston North End |
| Charity Shield       | Sunderland       | Arsenal           |